# Valeria (serie televisiva)
Valeria è una serie televisiva drammatica spagnola creata da María López Castaño e interpretata da Diana Gómez, Silma López e Paula Malia.
La serie Valeria prende ispirazione da una saga di romanzi rosa di Elísabet Benavent, una scrittrice e blogger spagnola che ha partecipato alla realizzazione della serie come consulente creativa.

## Trama
La serie racconta le avventure e il viaggio di una scrittrice di nome Valeria, che sta attraversando una crisi sia a livello matrimoniale che personale. Di fronte alle situazioni che sta vivendo, decide di apportare grandi cambiamenti nella sua vita che porteranno lei e le sue migliori amiche Carmen, Lola e Nerea a intraprendere una nuova strada.

## Distribuzione
La serie è stata distribuita sulla piattaforma Netflix l'8 maggio 2020. La prima stagione presenta 8 episodi.
Nel corso del 2020 la serie viene rinnovata per una seconda stagione; le cui riprese iniziano a Madrid nel settembre dello stesso anno.
Il 28 ottobre 2021, Netflix ha confermato il rinnovo per quella che avrebbe dovuto essere la terza e ultima stagione, la cui uscita è prevista per il 2 giugno 2023.
Con sorpresa del pubblico, il 12 marzo 2024, sui social media di Netflix è stato annunciato che la serie era stata rinnovata per quella che è ormai la sua quarta e ultima stagione. La stagione è uscita il 14 febbraio 2025.

## Episodi
| Stagione         | Episodi | Pubblicazione Spagna | Pubblicazione Italia |
| ---------------- | ------- | -------------------- | -------------------- |
| Prima stagione   | 8       | 2020                 | 2020                 |
| Seconda stagione | 8       | 2021                 | 2021                 |
| Terza stagione   | 8       | 2023                 | 2023                 |
| Quarta stagione  | 6       | 2025                 | 2025                 |